# Золотоспинный индо-малайский дятел
Золотоспи́нный индо-мала́йский дятел (лат. Dinopium javanense) — вид небольших трёхпалых дятлообразных птиц семейства дятловых. Обитает в Южной и Юго-Восточной Азии.

## Описание
Размер птицы 28—30 см, вес — 67—90 гр, подвид D. j. intermedium крупнее остальных: 79—100 гр. У самца коричневато-красные лоб и уздечка, красная макушка и хохолок, макушка узко окаймлена чёрным. Белое надклювье от глаза до затылка, чёрная полоса от глаза до задней части шеи, широкая белая щечная полоса от уздечки и по бокам шеи до боков груди. Тонкая чёрная линия усов, более широкая сзади, затем продолжающаяся вниз до верхней части груди. Подбородок и горло буроватые, центральная полоса мелких черных пятен от основания клюва в целом несколько шире и многочисленнее на нижней части горла. Затылок и верхняя часть туловища черные, остальное верхнее оперение в основном оливковое с сильным золотистым отливом с желтыми кончиками перьев, иногда с оранжевым или красным оттенком. Поясница и крестец ярко-красные. Верхние кроющие хвоста черновато-бурые, иногда с оливковым оттенком. Внешние края вторых и третьих перьев оливково-желтые, остальные маховые перья черновато-бурые, белые пятна на внутренней стороне. Верх хвоста чёрный, низ белый, перья неравномерно окаймлены и окантованы чёрным, отметины наиболее сильные на груди, менее заметные и более полосатые на нижней части подхвостья. Подкрылья коричневые, с белыми пятнами. Подхвостье коричневато-черное, внешние перья с желтоватым оттенком.
Брюшко короткое и заостренное, изогнутое на киле, узкое напротив переносицы, от черноватого до темно-серо-коричневого, в основании бледное; радужка глаза красно-коричневая или коричневая, кожа глазниц чёрная; ноги серые или коричневые, обычно с зеленоватым оттенком, на ногах 3 пальца.
У самки корона и хохолок черные с белыми прожилками. Молодые птицы очень похожи на взрослых, но грудь более черновато-бурая с белыми пятнами, нижняя часть подхвостья более нечетко полосатая, глаза более серые, у самца лоб и макушка черные, хохолок красный, у самки бледные полосы на макушке более пятнистые.
Другие подвиды мало отличаются от номинативного: D. j. intermedium очень похож на номинативный, но больше, с более белым горлом; D. j. malabaricum в среднем немного меньше, спина и крылья менее золотисто-желтые, более оливковые; D. j. exsul имеет сильно, но неравномерно полосатые подкрылья, самка с узким оранжево-красным затылком; D. j. raveni немного более бурый и менее чёрный снизу, горло более широко пятнистое, у самки, как правило, очень узкие полосы на короне.

### Мимикрия
Окраска золотоспинного индо-малайского дятла близко похожа на окраску большого султанского дятла (Chrysocolaptes guttacristatus).
Возможный вариант объяснения состоит в следующем: более мелкий вид Dinopium javanense мимикрирует под более крупный, чтобы минимизировать затраты на конкуренцию с ним в местах кормежки. Иными словами, представитель более крупного и агрессивного вида, видя рядом похожего, но более мелкого дятла будет менее склонен его преследовать (принимая «за своего») — по сравнению со случаем, когда мелкая форма будет отличаться.

## Распространение и среда обитания
Населяет влажные вторичные и открытые лиственные леса, кустарники и мангровые заросли; также обитает в тиковом и сосновом лесу (на больших высотах,). Предпочитает кокосовые рощи, сельско-хозяцственные участки, сады, парковые зоны и поля для гольфа. Обычно встречается в низинах, но на Больших Зондских островах встречается до 1000 м, в Мьянме — до 1530 м, в Индии — до 1700 м.

## Поведение

### Песня
Разнообразные серии нот «коп-оп-оп-оп» в полете; одиночное или двойное «коу» когда сидит; носовые «вика»-подобные призывы с демонстрацией во время встреч; стук — резкое продолжительное «чурррррррррр», или «ка-ди-ди-ди-ди-ди-ди». Барабанит мягче, чем Chrysocolaptes lucidus.

### Питание
Питается муравьями, личинками, мелкими скорпионами, тараканами и другими насекомыми. Питается парами или смешанными стаями. Кормится на всех уровнях, предпочитая нижние части деревьев, но также обследует ветви кроны и другие части деревьев и пальм. Лазает по стволам быстро и беспорядочно, иногда с небольшими паузами. Наблюдалась охота за летающими насекомыми. Иногда перемещается на большие расстояния между местами кормежки.

### Размножение
Размножаются с января по июнь, в основном февраль-апрель в Индии, январь-октябрь в Южной Азии (в основном июнь в Таиланде), до июля в полуостровной Малайзии, апрель-июль и ноябрь-декабрь на Борнео. Брачное поведение включают поднятие хохолка, поклоны, качание головой, самец угощает самку и ухаживет за ней.
Дупло выдолблено на высоте 1.4—10 м, в основном ниже 5 м. Расположено на дереве (фруктовом или кокосовой пальме) или пне, на открытой местности. В кладке 2—3 яйца.
Максимальная зарегистрированная продолжительность жизни 10 лет 6 месяцев.

## Классификация
Вид был описан Свеном Ингемаром Льюнгом (en:Sven Ingemar Ljungh) в 1797 году.
Близко родственен с Dinopium shorii. До недавнего времени объединялся с Dinopium everetti, но отличается от него сильной пятнистостью и полосатостью по сравнению с практически однотонной верхней частью груди; более сильным белым заднеглазничным надклювьем. У самки блестящей чёрной короной и затылком с жирными белыми пятнами по сравнению с матово-черной короной с красным затылком; подхвостье более чешуйчатое, чем пестрое; центральная часть горла и подбородок белые с чёрной полосатой срединной линией против слегка пестрых черных. У самца нет красноватого пятна в чёрной подмышечной области. Недавний молекулярный анализ подтвердил правильность этого разделения видов.

### Подвиды
По данным базы Международного союза орнитологов в составе вида Dinopium javanense выделяют 6 подвидов:
- Dinopium javanense javanense (Ljungh, 1797). Номинативный подвид. Полуостров Таиланд на юг до Суматры, включая архипелаг Риау, и западную Яву.
- Dinopium javanense malabaricum Whistler, 1934. Юго-западная Индия.
- Dinopium javanense intermedium (Blyth, 1845). Самый крупный из подвидов (вес 79—100 г), обитает в Бангладеш, восточной Мьянме и южном Китае (юго-западная провинция Юньнань).
- Dinopium javanense borneonense (Dubois, AJC, 1897). Борнео (кроме северо-востока). Иногда считается неотделимым от номинативного вида.
- Dinopium javanense raveni Riley, 1927. Северо-восток Борнео и прибрежные островки.
- Dinopium javanense exsul (Hartert, E, 1901). Восточная Ява и Бали.

Подвид D. j. raveni часто отоджествляют с D. j. borneonense.

## Галерея

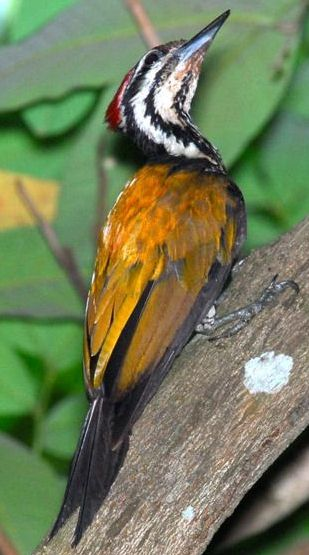
Самец, Сингапур
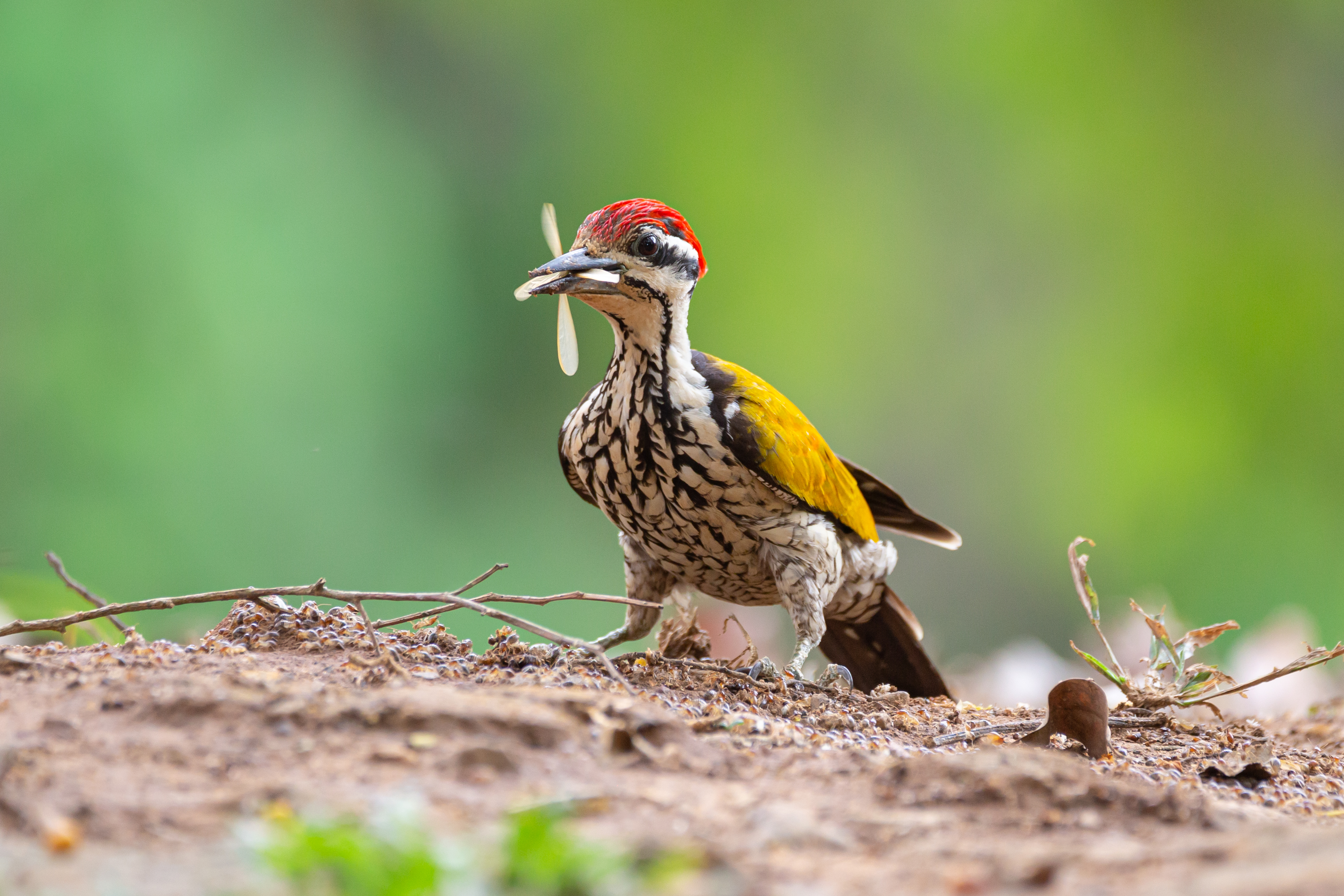
Самец с добытыми насекомыми, Таиланд
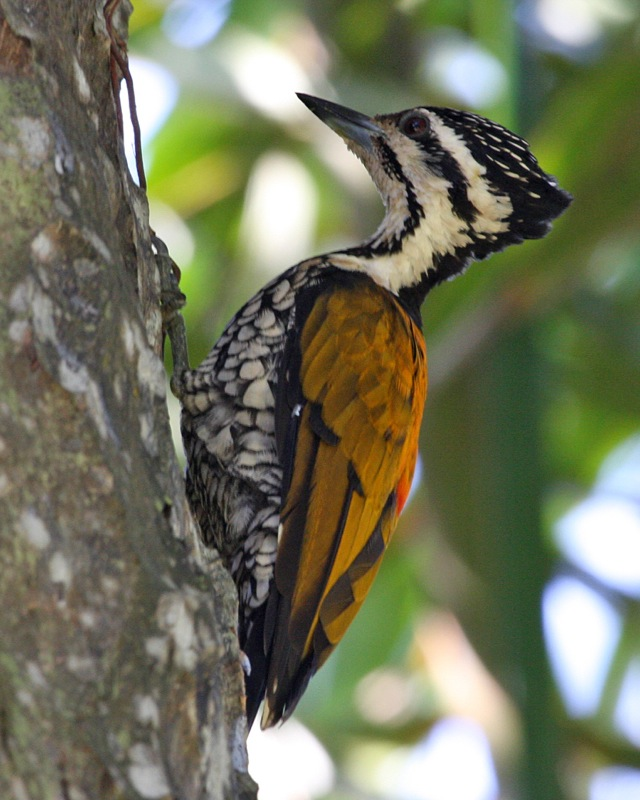
Самка, Сингапурский ботанический сад
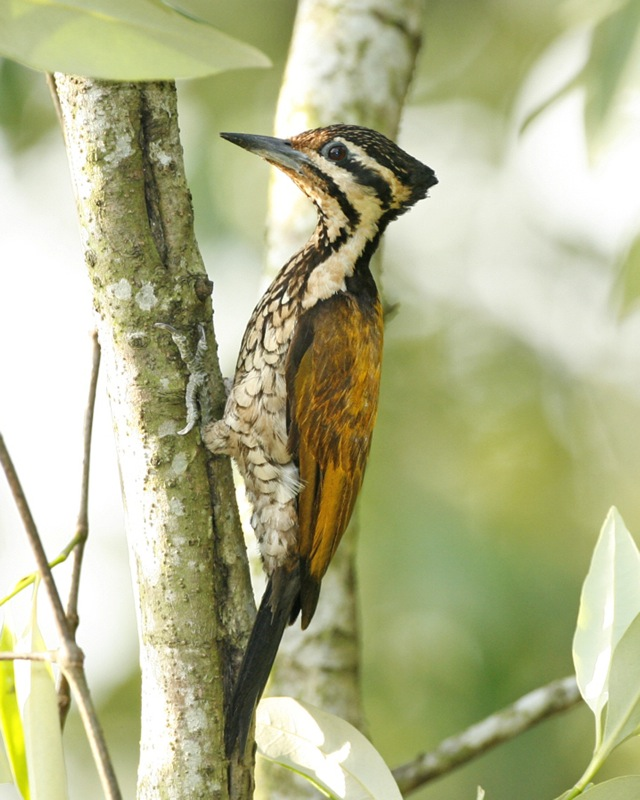
Самка, Сингапур
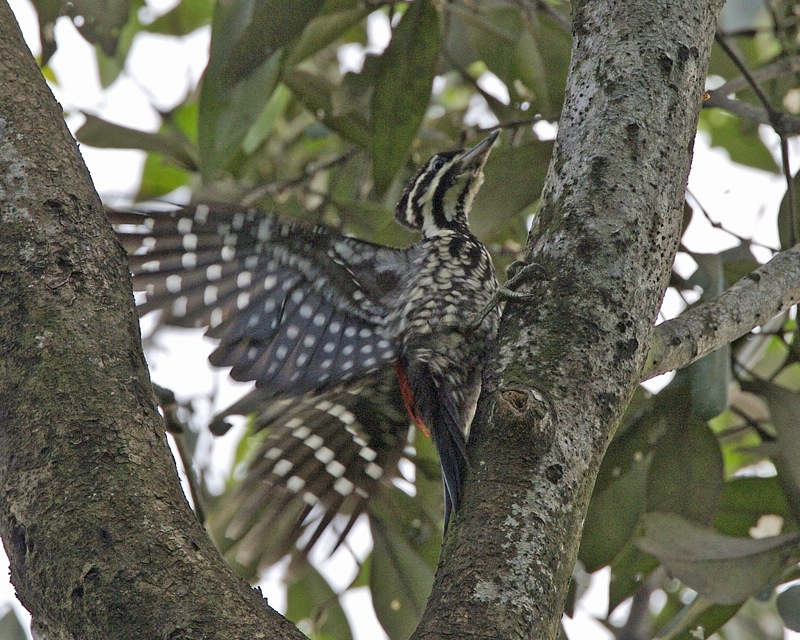
Самка на взлёте, тут хорошо видны детали окраса, Сингапур